# Jindřich Honzl

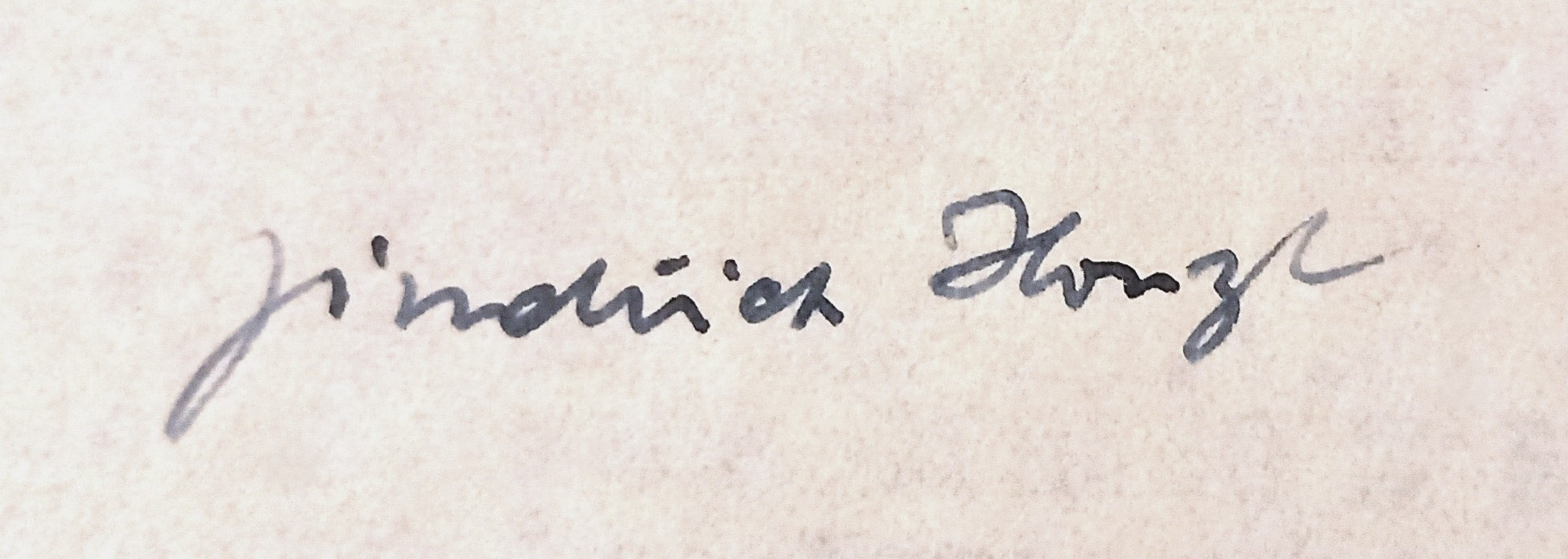
Autogram Jindřicha Honzla

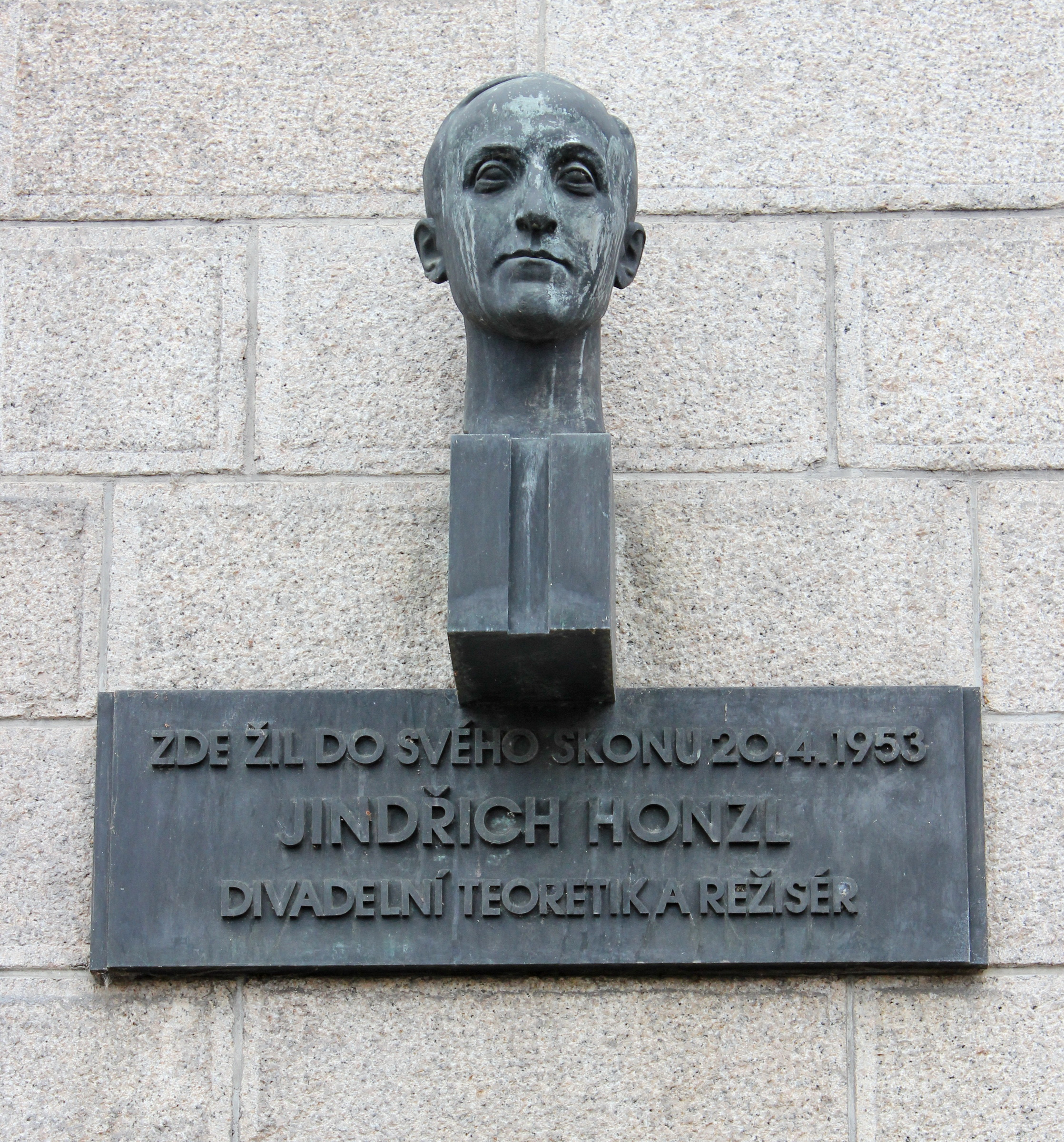
Pamětní deska na domě v Lannově ulici 8, kde J. Honzl žil.

Jindřich Honzl (14. května 1894 Humpolec – 20. dubna 1953 Praha) byl český divadelní a filmový režisér, divadelní teoretik, překladatel a pedagog. Byl členem uměleckého sdružení Devětsil a spolu s Jiřím Frejkou jedním ze zakladatelů Osvobozeného divadla. Svou experimentální tvorbou na avantgardních scénách se Honzl zařadil mezi vůdčí osobnosti českého meziválečného divadla.

## Život
Jindřich Honzl se narodil v rodině humpoleckého krejčího a tovární dělnice. Měšťanku navštěvoval doma v Humpolci, pak se rozhodl pro pedagogickou dráhu, kterou zahájil studiem učitelského ústavu v Praze. Absolvoval v roce 1914, v letech 1914–1927 učil na měšťanských školách v Praze chemii a fyziku. Už za studií se angažoval v sociálně demokratickém hnutí v oblasti školství i divadla. Od roku 1921 byl organizován v KSČ. V roce 1922 se oženil s Marií Dědicovou (1895–1983), dcerou sociálně demokratického senátora Karla Dědice. Jejich syn Jan (1927–1983) působil v Ústavu makromolekulární chemie ČSAV.
Milovanému divadlu se věnoval nejen v Dělnickém dramatickém sboru (Dědrasbor), ale především v Devětsilu, v jehož sborníku mohl publikovat své teoretické články, které jsou všeobecně brány jako počátek české divadelní avantgardy. Jeho článek O proletářském divadle je považován za počátek českého divadelního avantgardního hnutí.
Již v roce 1926 spolu s Jiřím Frejkou a E.F.Burianem otevřeli experimentální scénu Osvobozené divadlo. Zprvu zde uváděli poetické inscenace čerpající z francouzských i českých autorů a o rok později, v roce 1927 přijali do divadla Jiřího Voskovce a Jana Wericha s jejich úspěšnou Vest pocket revue. Tím začíná jedna z velkých kapitol českého avantgardního divadla. Jindřich Honzl zde v letech 1926–1929 a 1931–1938 působil jako režisér a režíroval všech dvacet her V+W.
V letech 1929–1931 působil jako dramaturg a režisér Zemského divadla v Brně, 1931–1938 spolupracoval pohostinsky s Národním divadlem a Městským divadlem v Plzni, pro které upravoval nebo režíroval některé hry. V roce 1936 měl být angažován v Národním divadle, byl však režisérským sborem odmítnut. Také hodně cestoval, několikrát navštívil Paříž, Vídeň a Moskvu. Své poznatky shrnul mj. v knize Moderní ruské divadlo (1928) a ve studii Sovětské divadlo (1936).
Za okupace nemohl veřejně působit. Zpočátku byl zaměstnán jako učitel na měšťanských školách a příležitostně spolupracoval s malými scénami. V letech 1939–1941 řídil Divadélko pro 99, kde největší ohlas měl Román lásky a cti (1940), pásmo sestavené z dopisů J. Nerudy a K. Světlé. Poslední tři roky války pracoval jako pomocný úředník pražského magistrátu a žil v ústraní v suterénním bytě na Klárově.

### Poválečná činnost a závěr života (1945–1953)
V roce 1946 podepsal prokomunistické „Májové poselství kulturních pracovníků českému lidu!“ publikované před volbami do Národního shromáždění v květnu 1946. Tento předvolební manifest podepsalo celkem 843 kulturních pracovníků a komunisté volby vyhráli. Později podepsal prokomunistickou výzvu kulturních pracovníků Kupředu, zpátky ni krok!, jež byla vydána dne 25. února 1948 pro podporu komunistického převratu. V roce 1948 se podílel na tvorbě Divadelního zákona, v souvislosti s tím se stal místopředsedou Divadelní a dramaturgické rady. V červenci 1948 se rovněž stal místopředsedou Mezinárodního divadelního ústavu, jehož sídlo bylo ustanoveno v Paříži. V říjnu 1948 měl na Celostátní konferenci činoherních divadelníků hlavní referát o socialistickém zaměření divadelnictví a službách pracujícímu lidu.
V letech 1945–1951 byl členem ND (1945 člen tříčlenné umělecké správy spolu s Jaroslavem Průchou a Karlem Dostalem, 1948–1950 ředitel činohry). V období od července 1945 do července roku 1948 řídil souběžně s působením v ND také nově ustavené komorní Studio ND, které založil. Studio za svoji existenci vytvořilo více než 30 inscenací, jevištních pásem či komponovaných večerů zaměřených především na tvorbu českých autorů.
Jeho působení ve vedení ND bylo provázeno mnoha konflikty. Honzl byl komplikovaná osobnost, svým přístupem a nároky často vzbuzoval negativní emoce u členů ND. Prosazoval politicky angažované divadlo, dogmatickou podobu socialistického realismu, působil autoritativně a jeho pozice se stále zhoršovala. Navíc trpěl mnoha nemocemi, které působily na jeho psychický stav a čím dál častěji jej vyřazovaly z pracovní schopnosti. Na místo ředitele rezignoval na jaře 1950 a 3. září 1951 z ND odešel.
V letech 1945–1946 přednášel o herectví na katedře estetiky (oddělení dějin a teorie divadla) Filosofické fakulty UK. Po ustavení katedry divadelní vědy na této universitě zde vedl ve školním roce 1950/1951 seminář. V letech 1946–1953 byl profesorem divadelní vědy na divadelní fakultě AMU v Praze a v letech 1951–1952 zde zastával spolu s J. Kopeckým funkci vedoucího katedry divadelní vědy a dramaturgie. Řídil také časopis Sovětské divadlo a pracoval v divadelní sekci Čs.–sovětského institutu.
Jindřich Honzl, jeden z nejvýznamnějších meziválečných avantgardních umělců a propagátorů levicového divadla, zemřel po těžké nemoci 20. dubna 1953 v Praze, necelý měsíc před svými devětapadesátými narozeninami. Je pohřben v urnovém háji Strašnického krematoria.

## Citát
| „                 | ...Honzl měl nejdelší pracovní čas a také nejlepší inscenace. To je nutno dnes spravedlivě přiznat, že šel důsledně a bez kompromisů za svým uměleckým cílem a improvizaci nestrpěl. Jeho cíle nebyly přízemní, ale také neviděl v umění jen sebe. Byl to poctivec. S jeho názory jsme se vždy neztotožňovali, ale ctili jeho čisté a čestné úmysly. A také jsme se je snažili respektovat a hlavně realizovat. | “ |
| — Jaroslav Průcha | |   |

## Tvorba
Vedle E.F.Buriana a Jiřího Frejky byl určující osobností levicového proudu české meziválečné avantgardy. Jako umělec a teoretik aktivně ovlivňoval vývoj socialisticky orientovaného divadla. Zároveň zdůrazňoval význam umělecké svobody a fantazie. Ve své režijní práci vycházel ze specifického hereckého projevu a pomáhal rozvíjet šíři jeho výrazových prostředků. Podněcoval a inscenoval také české poetistické drama (V. Nezval, A. Hoffmeister, J. Mahen, V. Vančura) a usiloval o vyjádření jeho nezřídka složité básnické struktury pomocí syntézy herecké akce, tance, hudby a scénografie, kterou v některých inscenacích sám vytvářel. Nejúspěšněji rozvíjel avantgardní poetiku v komediálních a satirických žánrech – v režiích revue J. Ježka, J. Wericha a J. Voskovce. Herectvím se soustavně zabýval i teoreticky. Po roce 1945 v Honzlově režii avantgardní postupy stále více ustupovaly realismu a politické agitaci.
Jeho teoretické práce položily základ k marxistickému výkladu divadelní vědy. Po roce 1945 přispěl k prosazení ideových principů sovětské divadelní kultury v českém divadle. Ve své tvorbě používal příležitostně i pseudonym Zdeněk Nesměrák .
Režíroval také divadelní hry V+W a jejich film Pudr a benzín.  Za režii veselohry Hadrián z Římsů získal v roce 1931 Státní cenu a za režii Maryši Cenu Divadelní žatvy (1949).

### Teoretické práce
- Roztočené jeviště, 1925
- Vznik moderního ruského divadla, 1928
- K novému významu umění, 1956
- Základy praxe moderního divadla, 1963

### Hry a inscenace, výběr
- 1926 Georges Ribemont-Dessaignes: Němý kanár, překlad a režie Jindřich Honzl, Osvobozené divadlo.[23][24]
- 1929 Georges Ribemont-Dessaignes: Peruánský kat, Osvobozené divadlo, režie Jindřich Honzl.[24][25]

- Hadrián z Římsů zk, (V. K. Klicpera, 1930)
- Alchymista, (V. Vančura, 1932)
- Jan Hus, (J. K. Tyl, 1936)
- Julietta, (B. Martinů, 1938)
- Pražský žid, (J. J. Kolár – V. Vančura, 1946)
- Národní hrdina Julius Fučík, (J. Honzl, podle Fučíkovy Reportáže psané na oprátce, 1946)
- Ze života hmyzu (K. Čapek a J. Čapek, 1946),
- Faidra, (J. Racine, 1947)
- Maryša, (Alois Mrštík a Vilém Mrštík, 1948)
- Maloměšťáci, (M. Gorkij, 1949)
- Josefina, (V. Vančura, 1949)

## Filmografie
- Pudr a benzin, 1931
- Peníze nebo život, 1932
- Dobrý vedoucí, 1939